# Évangéliaire de saint Chad
L'Évangéliaire dit de saint Chad dit aussi de Lichfield est un manuscrit enluminé contenant une partie des évangiles et daté des environs de 730. Typique de l'art hiberno-saxon, il est actuellement conservé à la bibliothèque de la cathédrale de Lichfield dans le Staffordshire. 

## Historique
Longtemps le manuscrit a été attribué à Chad de Mercie, premier évêque de Lichfield et mort en 672, mais il a été fabriqué à une date beaucoup plus tardive. 
L'origine du manuscrit est inconnue. Le style des décorations et l'écriture rappellent les scriptoria de Northumbrie ou de Iona. Il présente aussi des liens étroits avec l'évangéliaire de Hereford (en), ce qui tendrait vers une origine de Mercie. Cependant, la statue d'un ange a été découverte récemment au cours d'une fouille archéologique dans la nef de la cathédrale de Lichfield. Or cette statuette, datée du VIIIe siècle, présente de grandes ressemblances avec l'ange du folio de l'évangéliaire. Ceci a fait dire à certains spécialistes que l'évangéliaire pourrait provenir de Lichfield même. 
Des notes marginales en vieux gallois indiquent que le manuscrit est sans doute passé par le pays de Galles, s'il n'y a pas été écrit. Ces notes indiquent notamment qu'il a été acheté pour le prix d'un cheval.
Par la suite, le manuscrit est peut-être arrivé à Lichfield dès le XIe siècle : des annotations font référence à des évêques de la ville ayant vécu aux IXe et Xe siècles. Sa présence n'est attestée qu'au XVIIe siècle : au cours de la Première Révolution anglaise, le second tome du manuscrit est perdu et seul le premier est sauvé par un maître de chapelle de la cathédrale en 1646. Il est donné à Frances, duchesse de Somerset, qui le rend au trésor de la cathédrale en 1672 ou 1673. Il est depuis conservé à la cathédrale. L'évêque de Lichfield prête toujours serment d’allégeance à la couronne sur le manuscrit.

## Description
Le manuscrit n'est conservé que très partiellement. Il s'achève brutalement à l'évangile de saint Luc, chapitre 3 verset 9. Il contient toujours les portraits des évangélistes Luc et Marc, une page tapis, l'initiale des évangiles de Jean, Marc et Luc ainsi que la page de l'initiale de l'incarnation Chi-Rhô ou chrisme.

### L'initiale de l'Incarnation
L'initiale est directement inspirée de celle de l'évangéliaire de Lindisfarne : le Chi y est décoré d'entrelacs composés d'oiseaux, ainsi que l'accouplement du Rhô et du I. Cependant, contrairement à son modèle, ici le Chi descend jusqu'en bas de la page. Le cadre en bas et à droite est composé à chaque extrémité d'une décoration zoomorphe (une tête et un arrière-train).

### Le portrait de saint Marc
L'évangéliste est représenté debout devant un trône s'achevant par des têtes zoomorphes. Il sert de support à un petit encrier situé à gauche du personnage. Les drapés du manteau rappellent ceux du Christ de la crucifixion de l'évangéliaire de Durham. Le symbole de Marc, le lion, est très similaire à celui de l'évangéliaire d'Echternach, complété d'un livre entre ses griffes.